# Асоціат
Асоціат (англ. associated molecules) — угруповання (малостійке порівняно з валентними сполуками) двох чи більше однакових або й різних частинок, пов'язаних між собою не валентними зв'язками (кулонівською взаємодією, асоціативна десорбція водневими зв'язками, диполь-дипольною чи вандерваальсівською взаємодіями), що знаходиться в рідкій чи газовій фазах.